# Maria Tesselschade Roemers Visscher
Maria Tesselschade Roemers(dochter) Visscher (Amsterdam, 25 maart 1594 – aldaar, 20 juni 1649), was een Nederlands dichteres, zangeres en glasgraveerster. Ze was door haar vader zo genoemd vanwege door hem geleden averij op de Rede van Texel, in een scheepsramp waarbij op 24 december 1593 44 volgeladen koopvaardijschepen verloren gingen. 

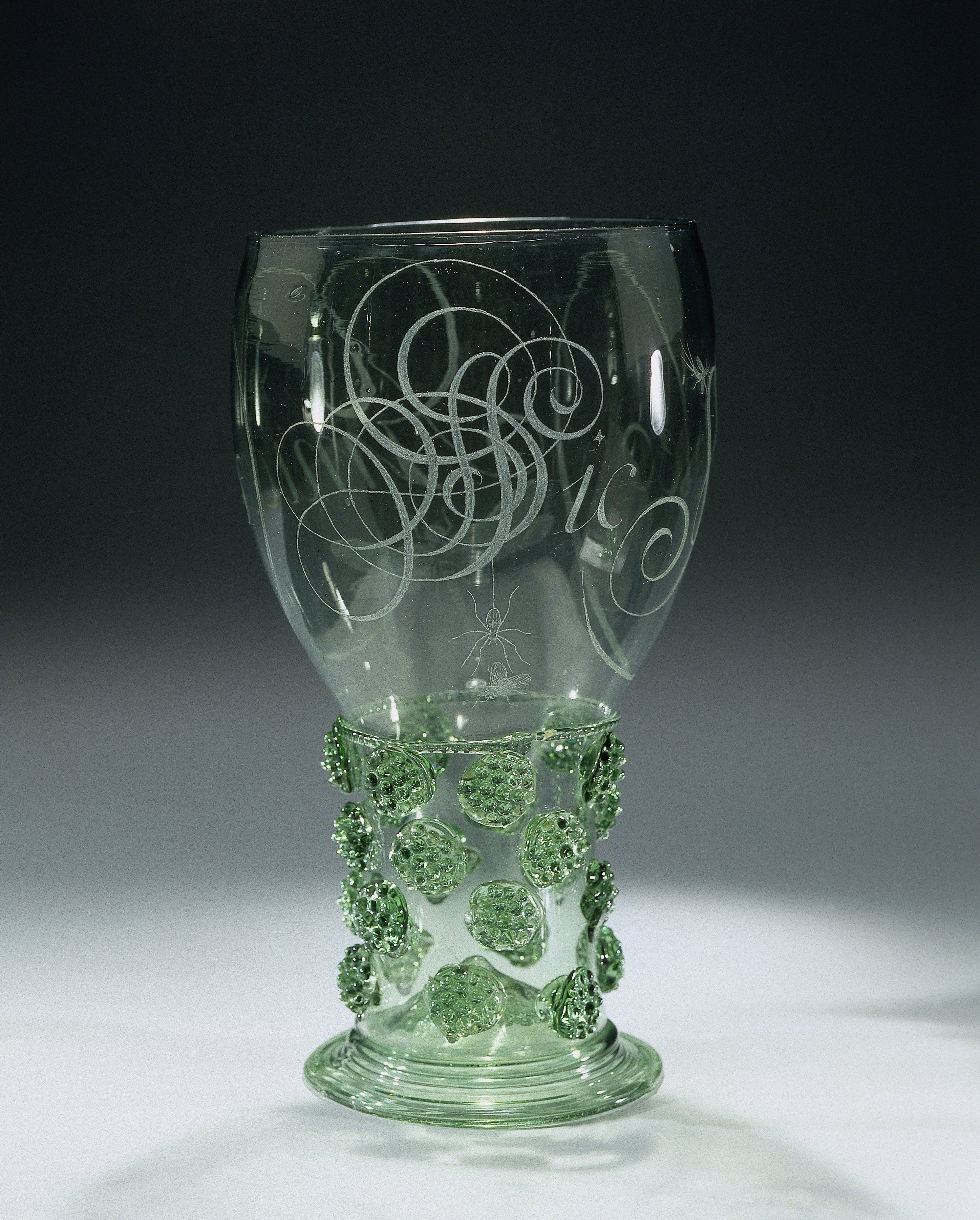
Roemer circa 1625-1650 waarvan de diamantgravering 'Sic Soleo Amicos' wordt toegeschreven aan Maria Tesselschade-Rijksmuseum

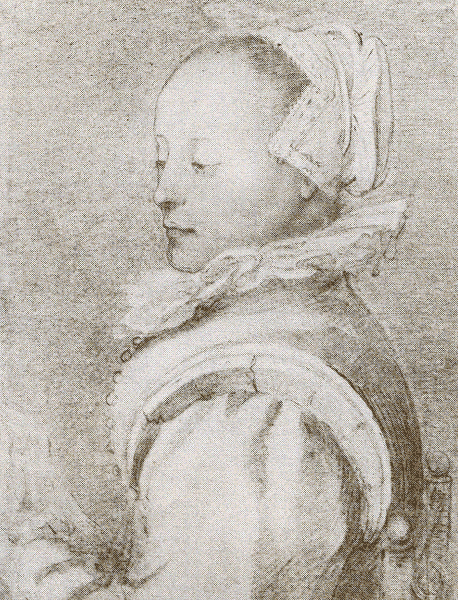
Originele prent van Hendrick Goltzius van een jonge vrouw 1612 in het Amsterdam Museum

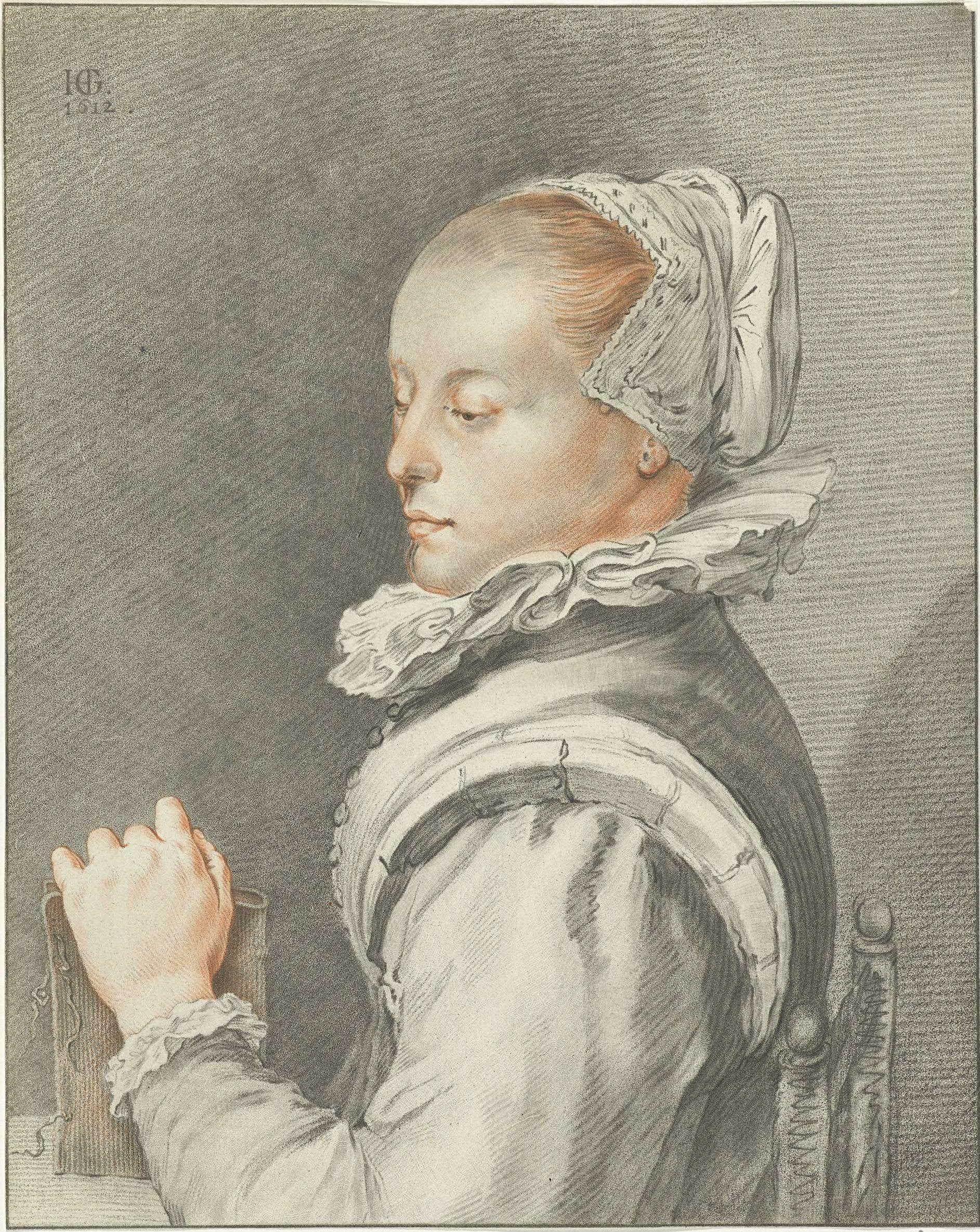
Vermeend portret van Maria Tesselschade naar Hendrick Goltzius mét boek. Prentmaker Johannes Körnlein onder supervisie van Cornelis Ploos van Amstel 1770.

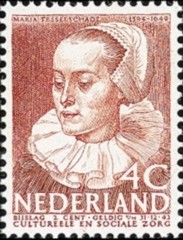
Zomerpostzegel 1938 ontworpen door Engelien Reitsma-Valença naar vermeend portret van Maria Tesselschade

## Levensloop

### Voor haar huwelijk
Tesselscha(de), of kortweg Tessel, gedoopt als Marritgen, was de jongste dochter van Roemer Visscher en  Aefgen Jansdr. Onderwater. Haar zusters waren Anna (1583) en Geertruy (1588). Hun vader was graanhandelaar, scheepsassuradeur, dichter en lid van de rederijkerskamer De Eglantier. Ze woonden bij de Schreierstoren. Aanvankelijk was de ingang van hun woonhuis in het pakhuis aan de Oudezijds Kolk 3. Na de afbraak van de stadsmuur in 1594 werd de ingang verplaatst naar de Engelsche Kaey, de huidige Geldersekade 14. Het huis kreeg opnieuw als naam 'De Korendrager’. Geertruy trouwde in 1609 en Tesselschade werd meter van haar zoon in 1614.
Ze kregen een veelzijdige opvoeding, waar in 1612 bezoeker Ernst Brinck over schreef, dat de twee dochters zeer fraai muziek konden maken, schilderen, in glas graveren, dichten, borduren, zwemmen en 'emblemata inventeren' d.w.z. het bedenken van een pakkende boodschap in het Diets/Hollands bij een afbeelding van Claes Jansz. Visscher. De taal als spel leverde bijdragen aan een nieuwe vaderlandse woordenschat, later opgenomen in het boek 'Sinnepoppen'. Evenals hun vader kenden ze Frans en Italiaans.
Tal van literatoren kwamen te gast met het Roemershuis als trefpunt in Amsterdam, onder wie Bredero, Hooft, Huygens, Reael en Vondel, van wie verwacht werd het spel mee te spelen en te zingen.
Brederode schreef liefdesgedichten voor Tesselschade (Godinne die de naam van 't schiprijk eiland voert...), ('Godinne rijck van ’t schreyer hoec ...') en droeg zijn vertaling van de Franse tragicomedie Lucelle (1616) aan haar op. Bekend is zijn veel geciteerde liedtekst: O Parl! en puyck der vrouwen! En bloem van onse tijd! na zijn dood uitgegeven in 1622.
Hun moeder (26 februari 1619) en vader (11 februari 1620) overleden snel na elkaar. Anna en Tesselschade bleven echter nog jaren in het huis wonen tot hun huwelijk. De twee dochters hielden het huis open voor hun kunstzinnige leeftijdsgenoten.
Het eerst bekende gedicht van Tesselschade is van januari 1621 en onderdeel van de 'Schoncken-sonnetten', waar Huygens, Anna en Tesselschade elk dezelfde rijmwoorden gebruikten als in het begingedicht van Hooft.
In het voorjaar 1621 kwamen Anna en Tesselschade op het Muiderslot logeren. Hooft zond hun als dank voor het zingen en spelen een meiboom toe, die echter 'in 't diep des Zuyderzees' overboord sloeg. Het werd vervolgd door een dichterlijke brief van de 'Majeboom' zelf aan hen.
Vanaf 1622 hielp Hooft op verzoek van Tesselschade haar bij het dichten. Ze stuurde hem haar gedichten 'ter betutteling' d.w.z. voor commentaar en verbetering. In de winter van 1622-1623 vertaalden ze in hun huis dagelijks met Vondel, Hooft en Reael de tragedie Troades van Seneca, die later door Vondel in verzen zou worden gepubliceerd als De Amsterdamsche Hecuba (1625). Vondel beschreef deze jarenlange gastvrijheid in Het lof der zee-vaert  [in 't Zalig Roemers huis, Wiens vloer betreden wordt, wiens dorpel is gesleten Van schilders, kunstenaars, van zangers, en poëten.] (1623)
Ze maakten zo deel uit van de vriendenkring rond P.C. Hooft in het Muiderslot, die in de negentiende eeuw mythisch de Muiderkring is gaan heten. Tesselschade werd beschreven als aantrekkelijk/bekoorlijk, prachtig te kunnen zingen, mooi musiceren op luit, viola da gamba en klavecimbel, kunnen maken van fraaie festoenen (kunstige slingers van bloemen, bladen en vruchten) en spitsvondig te kunnen discussiëren. Waar ze zich zomers op het Muiderslot mee vermaakten dichtte Huygens in 1643 Met Rhijnsche wijn en seckt/ Met singen en met rijmen/ Met sitten en met gaen/ In sonneschijn en maen/ Met kuijeren en praten/ Langs dijcken en langs straten.

### Tijdens haar huwelijk
Tesselschade trouwde 26 november 1623 te Amsterdam met Allart Jansz. Crombalch uit Alkmaar, vroegere officier van de Admiraliteit van het Noorderkwartier. Gericht op haar huwelijk heeft Constantijn Huygens nog een reeks gedichten geschreven, waaronder dit gedicht:
Vijand-vriendelicke hand,
Hebt ghij d'eerste door ontsloten
Om mijn broose borstte blooten,
Hebt ghij d'eerste Bijl gestelt
Die mijn vrijheit heeft gevelt
(vert.: Vijandig vriendelijke hand / Hebt gij de eerste deur ontsloten / Om mijn broze borst te ontbloten / Hebt gij de eerste bijl gezet / die mijn vrijheid heeft geveld)
Ze vestigden zich te Alkmaar, waar ze twee dochters kregen: Teetgen in 1625 en Maria Tesselschade in 1628. Door de zwangerschap van het laatstgenoemde kind kon Tesselschade niet in november 1627 bij het huwelijksfeest van Hooft zijn, die hertrouwde met Leonora Hellemans, weduwe van Jan Baptista Bartolotti met haar twee dochters Susanna en Constantia  Bartolotti. Susanna werd bij het bezoek van baby Maria en Tesselschade idolaat van beiden. Ze kwam geregeld logeren in Alkmaar.
Het motto dat Tesselschade bij haar ondertekening van gedichten en brieven sinds 1630 gebruikte was 'Elck zijn waerom' naar de afbeelding met tekst uit het boek van haar vader. Zij antwoordde in 1630 met een verzoenend gedicht op de 'prijsvraag' van Vondel namens D'Amsterdamsche Academi (gedicht met prikkelende vragen) met het verzoek om een kort, bondig en helder gedicht als antwoord op het oproer van contraremonstranten tegen remonstranten in Amsterdam 1630. Men kon een roemer met de afbeelding van Prins Frederik Hendrik winnen gegraveerd door Anna Roemers Visscher. De vroedschap verbood echter verdere openbaar maken van de prijsvraag en de antwoorden  vanwege de onrust die optrad. Hooft schreef dat hij haar gedicht het beste vond en dat zelfs zijn vrouw hem verzocht had het voor haar over te schrijven.
Prins Fredrik Hendrik zou september 1630 op het Muiderslot langskomen. Hooft deed voor een feest een beroep op zangeressen  Tesselschade en haar vriendin uit Alkmaar, Francisca Duarte, met op klavecimbel Dirk Sweelinck en toneelspelers om kluchten te spelen. Frederik Hendrik kwam echter niet.
Hooft vroeg Tesselschade 2 november 1632 om roemers ('glas van vaederlijken naeme') te graveren met Franse en Latijnse teksten. De roemer met de zin 'A Demain Les Affaires' was gebroken en hij vroeg om een nieuw glas met deze tekst enkele weken later naar Amsterdam te brengen. Na de uitnodiging van Hooft om zijn huwelijksdag te komen vieren eind november 1633 in Amsterdam antwoordde Tesselschade met een korte brief uit Alkmaar en ondertekende deze voor het eerst met het anagram van haar naam Tesselschade: Sachte Sedeles [Zachte Zede-les].
Dochter Teetgen (pokken) en haar man Allart (bloedbraken) overleden op dezelfde dag 28 mei 1634. Ook op die dag schreef Hooft een uitnodigingsbrief aan Tesselschade en haar 'Crommetje', die nog door zijn echtgenote, die van het overlijden gehoord had in Amsterdam, tegengehouden kon worden voor deze met de post meeging. Zijn brief begon met 'Tesseltje, leef je nog?/ Ik en verneem noch woord noch wind van 't behaegen van U.E. [Uwe Edele] in de gedichten van Huygens.' Hooft en Huygens vonden het moeilijk om onmiddellijk een rouwbrief schrijven. In juni kwam wel Hooft's stiefdochter Susanna om Tesselschade en Maria te troosten en te helpen. Tesselschade zelf stuurde Hooft toen een brief.

### Weduwe
Hooft probeerde haar weer te activeren met het (hier verkorte) gedicht uit augustus 1636: De pruimen beginnen te rijpen en te roepen/ Tesseltje,  Tesseltjes mondje/ Deuntjes roepen: Tesseltje, Tesseltjes keeltje/ Op, op dan/ Rozemond, hoor je spelen noch zingen?
De labiele hoogleraar wijsbegeerte van het Athenaeum Illustre Caspar van Baerle, die zichzelf Barlaeus noemde, werd sinds 1636 door Hooft ook uitgenodigd om hem kennis te laten maken met zijn (vrouwelijke) gasten. Zijn eega Barbara Sayon was juni 1635 overleden, met wie hij sinds 1610 getrouwd was geweest. Ze liet hem achter met zeven kinderen. Hij dichtte veel en voornamelijk in het Latijn.
Na het overlijden van haar man ontstond tussen Huygens en Barlaeus rivaliteit om de liefde van Tesselschade te winnen. Wat Barlaeus tegenstond na een bezoek aan haar in Alkmaar, zo schreef hij aan Huygens in 1636, was dat ze neigde naar het Rooms-katholieke geloof dat in Alkmaar algemeen was. Eind 1641 ging ze officieel over tot de Rooms-katholieke kerk. Vondel en haar zus Anna met haar echtgenoot waren haar al voorgegaan.
Barlaeus bezong haar in blinde bewondering in tal van gedichten, als scherpzinnig, geestig, welsprekend, ingetogen en ernstig. In zijn boek Poemata met Latijnse gedichten werd een afzonderlijke afdeling: ‘Tessalica’ gevormd, waar al de gedichten over haar beschreven staan. Ze liet de Latijnse gedichten vertalen door haar huisarts Johan Pauw te Alkmaar.
Na de dood van Suzanna van Baerle, de echtgenote van Huygens, na de bevalling van haar vijfde kind in 1637 schreef Tesselschade een indrukwekkend gedicht waarin ze hem het advies gaf:
Stel je leed te boek, zo hoef je 't niet t'onthouden., tevens verwijzend naar zijn vertaling van een gedicht van John Donne dat hij op haar verzoek vertaald had. Tesselschade steeg in zijn achting na deze wijze raad. Hij stuurde het naar Hooft en adviseerde Barlaeus ermee. Op 85-jarige leeftijd noemde hij het nog in zijn lofdicht op Tesselschade. meer dan 30 jaar na haar dood.
De Franse koningin-moeder Maria de' Medici kwam van 1 tot 5 september 1638 naar Amsterdam. Barlaeus sprak een Latijnse rede met gedicht voor haar uit. Tesselschade las een Italiaans gedicht als samenvatting daarvan aan haar voor.
Vondel droeg zijn vertaling van Elektra naar Sofokles in 1639 aan haar als 'eene der hemelsche zanggodinnen' op. In 1641 droeg hij zijn treurspel Petrus en Pauwels op aan Eusebia [Godvruchtige]. Tesselschade schreef dat jaar aan Barlaeus dat zij de 'Alckmaersche Eusebia' was.
Door een vonk van een aambeeld van een smederij kreeg ze maart 1642 een ontsteking aan haar linkeroog. Ten slotte werd ze aan dat oog blind. Barlaeus stuurde haar een door hem gebruikt vergrootglas met een van zijn Latijnse teksten, waarop ze reageerde met een gedicht. Huygens dichtte echter 'Verstaet gij ’t Tesselscha?/ Uw aensicht is aen stucken/ Ten minste leert hierna/ Aen beelden niet te bucken.'
Een van Tesselschades bekendste werken is Onderscheyt tusschen een wilde en een tamme zangster geschreven ter ere van sopraan Maria Pilt en door Joan Albert Ban op muziek gezet (1642). De beeldspraak ontleende ze aan Giambattista Marino.
Tesselschade kwam logeren in het Huygenshuis te Den Haag van 19 februari tot en met 1 maart 1645. Ze heeft daar geweven, zo dichtte Huygens. Barlaeus gaf toe dat Huygens de strijd om Tesselschade voorlopig gewonnen had.
P.C. Hooft overleed op 21 mei 1647, haar dochter Maria Tesselschade stierf kort daarop 31 augustus 1647. Haar vriend Barlaeus verdronk 14 januari 1648 in de put achter zijn huis (door suïcide, depressie of waan is onduidelijk). Het verhaal ging dat hij dacht dat hij van stro was, en in brand stond.
Ze overleed zelf op 20 juni 1649 in Amsterdam op 55-jarige leeftijd. Een familie-aantekening luidt: nicht maria tesselschae Salgr. overleet 20 Juni 1649, R.I.P., en het grafboek van de Oude Kerk heeft: 24 Juni 1649, Tesselscha Roemer Visschers, wed. van Allart Crombalck, comt van de [Nieuwe-Zijds?] Colck; is 2 uijren beluijt met de grote clock.
Huygens dichtte op 15 juli 1649: "Dit's Tesselschades graf./ Laat niemand zich vermeten/ Haer onwaerdeerlickheit in woorden uyt te meten./ Al wat men van de zon kan zeggen gaet haer af."

## Varia
- In Hurdegaryp werd in 1870 de toneelvereniging MRV Tesselschade opgericht.[41]
- De 19e-eeuwse vrouwenvereniging Tesselschade-Arbeid Adelt werd naar haar vernoemd in 1872.
- In Amsterdam was op Tesselschadestraat 1 van 1920 t/m 1936 het Tesselschadeziekenhuis gevestigd.
- Een bronzen beeld van Tesseltje gemaakt door Gerarda Rueter staat sinds 1971 in de kweektuin van het Muiderslot (geïnspireerd op de vermeende tekening van haar naar Hendrick Goltzius).[42]
- Ter gelegenheid van haar 400e geboortedag werd in de Universiteitsbibliotheek van de Universiteit van Amsterdam de expositie Maria Tesselschade en haar literaire vrienden van 25 maart-20 mei 1994 gehouden.
- In 2013 werd in het Muiderslot en op Texel een tentoonstelling over Tesselschade gehouden onder de titel Tessel Schade – een ramp met een Gouden randje.[43]
- In 2016 werd bekendgemaakt dat in Alkmaar bij archeologisch onderzoek haar trouwring met diamant uit 1623, gegraveerde glasscherven[44], haar schoen, een houten bal, een miniatuurservies en een papierfragment met een notenbalk met enkele noten erop in de beerput van haar huis aan de Langestraat 60 zijn gevonden.[45][46][47] Tentoonstelling in Stedelijk Museum Alkmaar Dichter bij Maria Tesselschade. Nieuwe vondsten van een bewogen leven van 15 juli tot en met 29 oktober 2017.[48]

## Werken, literatuur en liederen
- Een onwaerdeerlycke vrouw. Brieven en verzen van en aan Maria Tesselschade, red. J. A. Worp, 's-Gravenhage, Nijhoff, 1918. XLXI, 373 p. (Facs. ed. Utrecht, HES, 1976)
- De gedichten van Tesselschade Roemers. Uitgegeven en toegelicht door A. Agnes Sneller en Olga van Marion m.m.v. Netty van Megen.  Hilversum, Verloren, 1994. 159 p. ISBN 9789065500182
- Mieke B. Smits-Veldt, Maria Tesselschade. Leven met talent en vriendschap. Zutphen, Walburg Pers, 1994. 119 p.
- Maria Tesselschade en haar literaire vrienden. Catalogus van tentoonstelling Universiteitsbibliotheek Amsterdam t.g.v. de 400ste geboortedag van Maria Tesselschade, 1994. Red. Mieke B. Smits-Veldt m.m.v. Wouter Abrahamse en Inge Gieskes.
- Maria Tesselschade: haar 400ste geboortedag, Maandblad Amstelodamum  81 (1994) 2 [Themanummer met bijdragen van Mieke B. Smits-Veldt, Renée Kistemaker en Sebastien A.C. Dudok van Heel].
- Muziek uit de Muiderkring. Liederen van en voor Maria Tesselschade. door Camerata Trajectina o.l.v. Louis Peter Grijp.  Castricum, Globe, 1994. [Haar teksten en o.a. P.C. Hooft, Gerbrand Adriaensz. Bredero en Joost van den Vondel in het CD boekje]
- Hanneke Lankhorst, Muze van de Muiderkring. Den Haag, U2pi, 2016